# تاج أباد (سفيد دشت)
تاج أباد (بالفارسية: تاج‌آباد) هي قرية تقع في إيران في قسم سفید دشت الريفي.